# Monumento a Ercole e Anteo
Il monumento a Ercole e Anteo, noto anche come I du brasè (in dialetto parmigiano "I due abbracciati"), è un monumento in rame del XVII secolo, oggi collocato al centro del cortile di Palazzo Cusani, a Parma; una sua copia si trova in una nicchia del palazzo del Comune cittadino.

## Storia

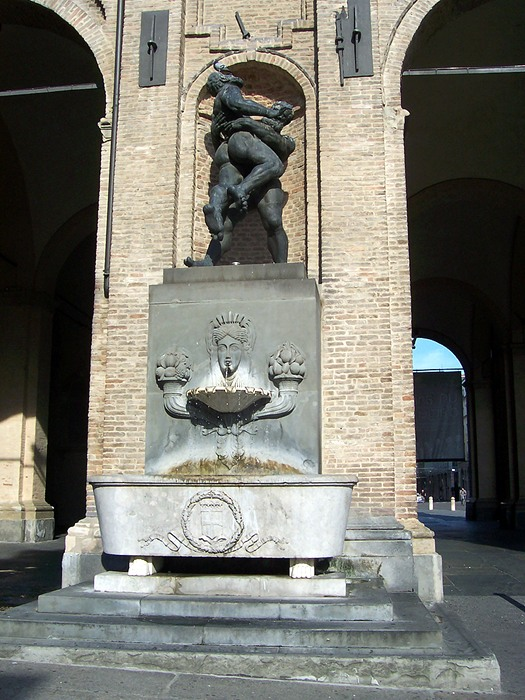
Copia del monumento all'esterno del palazzo del Comune

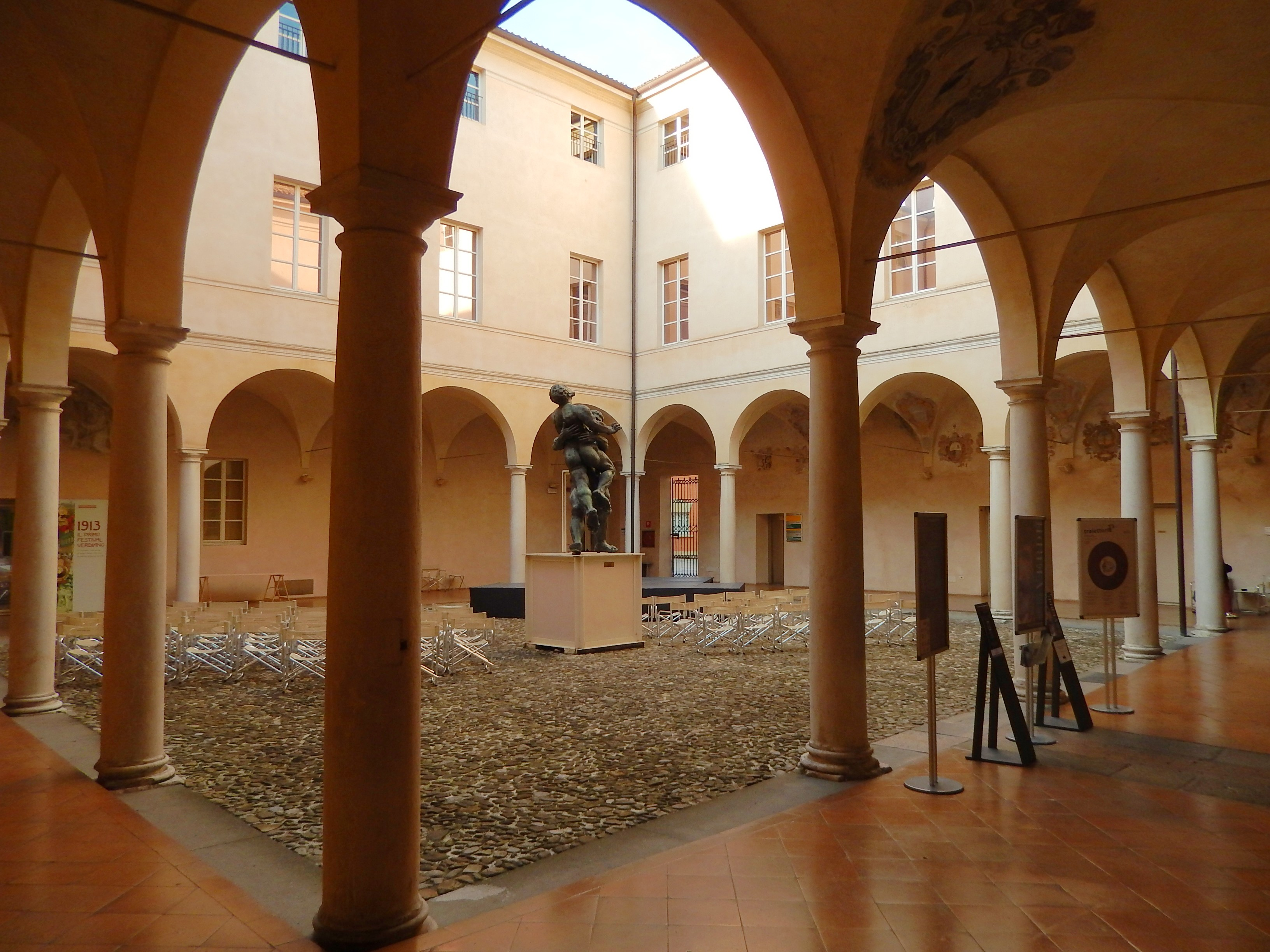
Cortile di Palazzo Cusani

In vista delle nozze fra Odoardo II Farnese e Dorotea Sofia di Neuburg preannunciate per il 1690, il duca Ranuccio II Farnese fece realizzare una serie di lavori nel Parco Ducale e soprattutto nel Palazzo del Giardino, davanti al quale era collocata una monumentale fontana, che fu demolita e sostituita nel 1685 con una grande vasca scolpita dal marmista Alberto Oliva. Al centro di quest'ultima fu progettata la collocazione di un gruppo scultoreo in rame, che fu realizzato, su probabile disegno di Francesco Maria Reti, dall'artista fiammingo Teodoro Vanderstruck tra il 1684 e il 1687; la statua, raffigurante la lotta fra l'eroe mitologico Ercole e il gigante Anteo, era parte integrante della fontana, in quanto l'acqua sgorgava direttamente dalla bocca di Anteo.
A metà del XVIII secolo, in occasione della ristrutturazione del palazzo da parte dell'architetto Petitot, il duca Filippo di Borbone fece completamente demolire la fontana; nel 1784 il duca Ferdinando, suo successore, fece spostare il gruppo scultoreo sotto il loggiato del cortile interno del palazzo della Zecca, che sorgeva sul retro di Palazzo Cusani.
All'inizio del XIX secolo, nei primi anni della dominazione napoleonica, il monumento fu collocato all'interno del cortile del Palazzo del Giardino; nel 1806 il prefetto francese Eugenio Nardon fece realizzare un alto basamento rivestito in stucco, ricco di bassorilievi ed epigrafi inneggianti l'imperatore. Nel 1812 il gruppo fu nuovamente spostato sull'isolotto della peschiera del Parco Ducale, ove tuttavia rimase solo per pochi anni, in quanto già nel 1824 fu rimosso in vista di una nuova collocazione.
L'anno seguente il podestà Lucio Bolla ne decise il riposizionamento in una nicchia al piano terreno del palazzo del Comune, al di sopra di una fontana poi realizzata nel 1829 dal marmista Vincenzo Galli, su disegno dell'architetto e incisore Paolo Toschi.
Il 1º gennaio del 1981 ignoti vandali danneggiarono profondamente il monumento, mutilando e asportando il braccio destro di Anteo, che non fu mai ritrovato; nel 1985 il comune affidò il restauro alla scultrice parmigiana Jucci Ugolotti, che si occupò anche della ricostruzione della parte mancante. L'impegnativo intervento terminò solo nel 1994, quando la statua fu riposizionata all'interno del palazzo del Comune, in cima allo scalone monumentale; ne fu anche realizzata una copia, che fu posta sulla fontana del Toschi sulla fronte orientale del Municipio, ove tuttora si trova.
Nel 2003 il monumento originale fu spostato un'altra volta, trovando la sua collocazione definitiva al centro del cortile di Palazzo Cusani, sede della Casa della Musica.